# Videomalaise
Videomalaise ist eine Form der Mediamalaise (Malaise [maˈlɛːzə], lateinisch-französisch: Widrigkeit, ungünstiger Umstand, Misere). Mit der These der Videomalaise wurde behauptet, dass das Fernsehen zu einer Entfremdung von der Politik führen würde. Negative Darstellung von Politik im Fernsehen würde demnach zu dem Gefühl führen, keinen Einfluss auf die Politik nehmen zu können.
Der Begriff wurde in den 1970er Jahren von Michael J. Robinson eingeführt. Robinson weitete seine These später auch auf den Bereich der Presse aus. Seine These war Anfang der 1990er Jahre kaum empirisch untermauert.